# Сьома куля
«Сьома куля» (узб. «Yettinchi o'q») — радянський художній фільм, знятий режисером Алі Хамраєвим у 1972 році на кіностудії «Узбекфільм».

## Сюжет
Початок 1920-х років. У Середній Азії йде боротьба з басмачами. Повернувшись з повіту, командир загону міліції Максум виявляє, що всі його підлеглі перейшли на сторону басмачів Хайрулли. Максум хоче повернути свій загін. Він заряджає наган шістьма патронами, а сьомий ховає під кашкет. Потім він здається в полон людям Хайрулли, що везуть своєму ватажкові нову дружину Айгуль. У дорозі на них нападає пастух Ісмаїл, який вважає, що міліціонер убив його брата. З'ясовується, що сталася помилка, і Ісмаїл стає Максуму другом. Ведучи небезпечну гру, постійно балансуючи на грані смерті, Максум розагітує свій загін. Разом з Ісмаїлом Максум знищує банду Хайрулли. Хайруллу, що тікає, Максум вбиває тією самою останньою, сьомою кулею.

## У ролях
- Суйменкул Чокморов — Максумов, командир загону міліції
- Ділором Камбарова — Айгуль
- Хамза Умаров — Хайрулла, ватажок басмачів
- Нурмухан Жантурін — Курбаши
- Талгат Нігматулін — Ісмаїл, пастух
- Болот Бейшеналієв — дезертир
- Меліс Абзалов — басмач, підручний Хайрулли
- Бахтійор Іхтіяров — Сагдулла, боєць-дезертир з загону Максумова
- Анвара Алімова — мати Ісмаїла
- Іногам Адилов — підручний Ісмаїла
- Раджаб Адашев — боєць-дезертир з загону Максумова
- Азат Шаріпов — епізод
- Джавлон Хамраєв — Шухрат, боєць-дезертир з загону Максумова
- Хікмат Гулямов — епізод

## Знімальна група
- Режисер — Алі Хамраєв
- Сценаристи — Андрій Кончаловський, Фрідріх Горенштейн
- Оператор — Олександр Панн
- Композитор — Руміль Вільданов
- Художник — Вадим Добрін